# S/2003 J 12
S/2003 J 12 er en af planeten Jupiters måner: Den blev opdaget 8. februar 2003, af Scott S. Sheppard, Brett J. Gladman, John J. Kavelaars, Jean-Marc Petit, Lynne Allen, David C. Jewitt og Jan Kleyna. Den har en omløbsbane om Jupiter som placerer den uden for de seks grupper som de fleste andre Jupiter-måner inddeles i.
| Naturvidenskab | Spire Denne naturvidenskabsartikel er en spire som bør udbygges. Du er velkommen til at hjælpe Wikipedia ved at udvide den. |